# Cultures épistémiques
Les cultures épistémiques (la plupart du temps employé au pluriel), correspondent à un concept introduit et développé dans les années 1990 par la sociologue des sciences Karin Knorr Cetina, dans son livre Epistemic Cultures, how the sciences make knowledge. Par opposition à une vision moniste de l'activité scientifique (selon laquelle il existerait UNE méthode scientifique), Karin Knorr Cetina définit le concept des cultures épistémiques comme une diversité de façons de faire de la science selon les disciplines, non seulement dans les méthodes et les outils mais aussi dans les raisonnements, les façons d'établir la preuve, et les rapports entre empirie et théorie. Le travail qu'elle fournit explicite la diversité de ces cultures du savoir et, en représentant leurs différences remet en question la vision acceptée d'une science unifiée.

## Le travail anthropologique de Karin Knorr Cetina
En pratique, Knorr Cetina compare deux importants domaines scientifiques de notre époque, ceux de la physique des hautes énergies et de la biologie moléculaire. Son travail est celui d'une anthropologue, réalisant une double observation au long cours, dans la lignée de l'anthropologie de laboratoire de Latour et Woolgar, afin d'établir des différences entre les deux domaines observés. Les deux domaines choisis sont emblématiques, tous deux représentatifs de sciences souvent médiatisées et qui présentant des caractéristiques discernables.

### La physique des hautes énergies
La physique des hautes énergies est un domaine scientifique caractéristique de ce qu'on appelle la "Big Science". Héritière du projet Manhattan, elle a toujours nécessité des investissements colossaux (qui se chiffrent en milliards de dollars) en termes d'infrastructures d'accélération des particules. À tel point que la globalité de la communauté mondiale se retrouve quasiment en un seul endroit du monde, au CERN ou au Fermilab. Ce contexte scientifique soude les physiciens, et ceux-ci sont à la poursuite d'une description cohérente (et si possible unificatrice) de la composition de l'atome et des forces qui lient ses composants. Les projets expérimentaux sont non seulement coûteux mais existent sur des temporalités de plusieurs dizaines d'années. Paradoxalement, les retombées techniques les plus spectaculaires de ce domaine se situent plutôt à son origine (la bombe atomique et l'énergie nucléaire) que dans des promesses de réalisations futures.

### La biologie moléculaire
Par contraste, la biologie moléculaire est typique de l' "entrepreneurship science", typique de l'époque où les instituts de recherche ont été sommés de trouver des sources de financement ailleurs que dans le mécénat des états, et en particulier à fonder des "startups". À l'opposé de l'autre exemple, les laboratoires en biologie moléculaire sont donc des petites entités, flexibles, modulables et en compétition. Cette organisation proche d'un marché est liée à un régime de "promesse techno-scientifique" où le moteur des financements est la perspective de retombées pour la société ou l'industrie (particulièrement pharmaceutique ou médicale), ce qui donne parfois à ce domaine une image d'apprenti sorcier sujette aux controverses de société (comme dans le cas des OGMs). L'approche épistémique de la biologie moléculaire est d'un côté réductionniste, puisqu'elle essaye de traduire des phénomènes biologiques en un langage physico-chimique, mais en étant pragmatiquement ouvert à de nombreuses théories différentes et même à leur mélange, que ce soit à l'échelle de la molécule, du gène, de l'individu, de la population ou du milieu. Ce faisant, elle reconstitue la nature en la reconfigurant à l'intérieur du laboratoire (des boîtes de Petri aux champs témoins en passant par la drosophile) et en faisant appel à de nombreuses et diverses techniques statistiques, spectroscopiques, enzymatiques...

## Deux cultures épistémiques différentes

### La physique des hautes énergies
La physique des hautes énergies est, du point de vue de la sociologue Karin Knorr-Cetina, un domaine très fermé sur lui-même qu'elle aime à caractériser par le "souci de soi". Selon Knorr Cetina, le "souci de soi" correspond à la fois à de l'auto-compréhension, l'auto-observation et l'auto-description. La physique des hautes énergies, qui, du fait de son extrême complexité, ne peut se servir que de ses propres acquis pour expliquer ses découvertes futures, opère dans un système fermé d'informations. Ce domaine scientifique est concentré sur l'observation, le contrôle, l'amélioration et la compréhension de ses propres composants et processus. Tous ses appareils, moyens humains, et façons de faire des mesures n'auraient aucun sens dans le cadre d'une autre théorie. Les mesures font partie d'un énorme montage théorique et expérimental, et ne sont pas extractibles indépendamment pour en faire une publication. Les modèles théoriques pour tenter une explication cohérente des enjeux sont très compliqués : il s'agit d'un domaine à la poursuite de sa propre théorie.
Elle décrit également le coté fantasmatique des objets étudiés dans cette discipline. En effet, les particules atomiques et subatomiques étudiées sont très difficilement observables car jamais isolées et la présence d'autres éléments en masque la présence. Aussi, elles n'ont souvent qu'une durée de vie très éphémère et sont par conséquent majoritairement observables seulement par les traces qu'elles laissent.

### La biologie moléculaire
La biologie moléculaire, à l'inverse de la physique expérimentale des hautes énergies, se constitue comme système ouvert sur les objets naturels et quasi naturels. En d'autres termes, celle-ci est fondée sur un contact aussi important que possible avec le monde empirique. De plus, la biologie moléculaire entretient avec les objets qu'elle étudie un rapport bien particulier. Celle-ci se caractérise notamment par un contact étroit ainsi qu'une grande proximité entre les objets observés et les scientifiques observants.
Karin Knorr-Cetina, dans son ouvrage, a également caractérisé la biologie moléculaire comme une "technologie de l'intervention". En effet, cette discipline, située aux frontières du vivant, ne manipule pas des signes mathématiques mais des organismes, des substances et des objets sur lesquels les scientifiques ont une possibilité d’interférer. Ils découpent, dissèquent, réduisent, mélangent, chauffent, modifient, altèrent, injectent, pèsent, contrôlent et analysent tous ces objets au sein des laboratoires. Cette discipline qu'est la biologie moléculaire n'est alors pas une "technologie de la représentation" comme serait la physique ou les mathématiques mais une "technologie de l'intervention", une méthode active impactant directement la matière observée. 
Karin Knorr-Cetina décrit également cette science comme fonctionnant par « tâtonnements ». En effet, cette science est sujette aux aléas de la nature, selon Knorr-Cetina. Par exemple, le matériel génétique peut être soumis à un ensemble de mutations qui seront par la suite sélectionnés par les conditions du milieu et de l'environnement. Cette variable naturelle ajoute une difficulté au travail de recherche en biologie moléculaire qui, à l'inverse de la physique, ne sera pas étudiée afin d'en découvrir les causes. Les scientifiques vont alors progresser par le biais "d'essais par tâtonnements" en introduisant des variations de différentes sortes et en se fiant aux résultats qu'elles produiront, c'est-à-dire des résultats tangibles et utilisables. 

## Deux modes de publications différents
La physique des hautes énergies ainsi que la biologie moléculaire en tant que disciplines et en tant que cultures épistémiques sont diamétralement opposées selon Karin Knorr-Cetina. Elles le sont également lorsqu'il s'agit des modes de publications et de la notion d'auctorialité comme le décrit Mario Biagioli.
En effet, les articles scientifiques sur la physique des hautes énergies exposent les avancées scientifiques dans cette discipline dans des publications réunissant des centaines de co-auteurs. Ces collaborateurs sont tous considérés égaux et la liste des auteurs est définie au sein du laboratoire par un comité ad hoc. L'institution, rassemblée autour de l'accélérateur de particules, est l'organe de décision collectif. Il ne s'agit pas d'une expression personnelle mais de l'expression d'une communauté consensuelle qui fait bloc autour d'une même vision du monde et de la science.
La biologie moléculaire, quant à elle, soulève souvent dans ses revues le problème de l'attribution dans les articles scientifiques. Pour distinguer une contribution effective dans des publications qui sont élaborées par de nombreux chercheurs, les articles doivent mentionner qui fait quoi (contribution à l'écriture, travail empirique, spectroscopique...), en plus de définir le traditionnel "premier auteur" ou auteur correspondant, les sources de financement et les remerciements. Cette recherche de l'explicitation de la division du travail reflète le côté compétitif, individualisé et morcelé en petites unités de ce domaine scientifique.